# Сини анархії (сезон 1)
Прем'єра першого сезону «Синів анархії» відбулася 3 вересня 2008 року, а завершився сезон 26 листопада 2008 року. За цей час було показано 13 епізодів, які виходили на кабельному каналі FX. Серіал був створений Куртом Саттером. У серіалі розповідається про мотоклуб з вигаданого міста Чармінг, який розташований в Каліфорнії. Серіал зосереджений на головному герої Джексоні «Джекс» Теллері (Чарлі Ганнем), який являється віце-президентом клубу.

## Акторський склад

### Головна роль
- Чарлі Ганнем у ролі Джексона "Джекса" Теллера
- Кеті Сагал у ролі Джемми Теллер Морроу
- Марк Бун молодший у ролі Роберта "Боббі Елвіса" Мансона
- Кім Коутс у ролі Олександра "Тіга" Трейджера
- Томмі Фленаган у ролі Філіпа "Пира" Телфорда
- Джонні Льюїс у ролі Кіпа «Омлета» Еппса
- Меґі Сіфф у ролі лікаря Тари Ноулз
- Рон Перлман у ролі Кларенса "Клея" Морроу

### Спеціальний акторський склад
- Дреа де Маттео у ролі Венді
- Еллі Вокер у ролі агента Джуна Шталя
- Том Еверетт Скотт у ролі Розен
- Браян Ван Голт у ролі Кайла Хобарта

### Другорядні ролі
- Дейтон Келлі в ролі шерифа Уейна Унзера
- Тео Росі в ролі Хуана-Карлоса "Спритний" Ортіс
- Райан Херст у ролі Гаррі "Опі" Вінстона
- Тейлор Шерідан у ролі заступника шерифа Девід Хейл
- Вільям Лакінг у ролі П'єрмонта "Піні" Вінстона
- Дендрі Тейлор у ролі Луани Делані
- Спрейг Грейден у ролі Донни Вінстон
- Джей Карнес в ролі агента Джошуа Кона
- Мітч Піледжі в ролі Ернеста Дарбі
- Еміліо Рівера в ролі Маркуса Альвареса
- Торі Кіттлз у ролі Лароя Уейна
- Тарін Меннінг у ролі Черрі/Ріти
- Кір О'Доннелл в ролі Ловелла Гарланда-молодшого
- Гленн Пламмер в ролі шерифа Віки Траммеля
- Джулі Аріола в ролі Мері Вінстона
- Джеймі МакШейн у ролі Кемерона Хейса

### Гості
- Девід Лабрава у ролі «Щасливчика» Лоумена
- Патрік Сент-Есприт в ролі Елліотта Освальда
- Курт Саттер у ролі "Великого" Отто Делані
- Олівія Бернетт як бездомна жінка
- Майкл Шамус Вайлз у ролі Джурі Уайта
- Кеннет Чой у ролі Генрі Ліна
- Майкл Марісі Орнштейн у ролі Чака Марштейна
- Маркос де ла Крус у ролі Естевеса

## Відгуки
Перший сезон отримав загалом позитивні відгуки від критиків. Метью Гілберт із The Boston Globe заявив, що перший сезон має "реальний потенціал". Джина Беллафанте з The New York Times, високо оцінила акторські здібності акторів.
На вебсайті Rotten Tomatoes сезон має рейтинг схвалення 88% на основі 24 відгуків. 

## Епізоди
| Загальний № | № серії в сезоні | Назва                 | Режисер                      | Сценарист                   | Дата прем'єри     | Код серії | Глядачів (у мільйонах) |
| --- | ---------------- | --------------------- | ---------------------------- | --------------------------- | ----------------- | --------- | ---------------------- |
| 1 | 1                | «Pilot»               | Аллен Коултер і Майкл Діннер | Курт Саттер                 | 3 вересня 2008    | 1WAB79    | 2.53                   |
| SAMCRO (абревіатура від "Sons of Anarchy Motorcycle Club, Redwood Original") - мотоклуб у вигаданому каліфорнійському містечку Чармінг. Клей Морроу президент клубу, являється вітчимом Джексона "Джекса" Теллера, сина першого президента клубу Джона Теллера. Клуб насправді займається контрабандою вогнепальної зброї. Сини мають багато союзників серед сусідніх клубів, і навіть мають підтримку місцевого шерифа Уейна Унсера, але водночас вони мають багато ворогів, таких як клуб Майянці або банда Нордів, яка керує виробництвом метамфетаміну. Ввечорі Майянці проникають до одного зі складів, і спалюють його, але перед тим викрадаючи велику партію М4, за які Клей вже отримав передплату від своїх покупців з банди в Іст-Бей. Клей дзнається куди Майянці сховали зброю, і попри ризик розпочати війну між бандами, і Сини повертають назад гвинтівки вбиваючи одного з майянців, як попередження. Тим часом колишня дівчина Джекса Венді, наркоманка і вагітна від Джекса, потрапляє до лікарні, через передозування. Дитину врятували, але Джемма, мати Джекса, обіцяє їй, що більше вона ніколи дитину не побачить, і натомість радить їй покінчити життя самогубством, давши їй метамфетаміновий шприц. Тим часом Джекс знаходить щоденник свого батька і виявляє, що початкова ідея клубу була набагато простішою і не пов'язаною зі злочинною торгівлею, якою займаються Клей та інші члени, включаючи його самого. |                  |                       |                              |                             |                   |           |                        |
| 2 | 2                | «Seeds»               | Чарльз Хейд                  | Курт Саттер                 | 10 вересня 2008   | 1WAB01    | 2.20                   |
| Не корумпований заступник шерифа Девід Хейл, який зовсім не боїться Синів, прибуває до складу з якого Майянці викрали гвинтівки M4, і під люком в землі знаходить два трупи мексиканських іммігрантів, які повністю обгоріли. Тіг зізнається Клею, що мав статеві стосунки з ними двома, і тому поліція може знайти сліди його сперми. Джекс має план для викрадення двох трупів з лап поліції, який виявляється успішним. Тим часом у лікарні лікарям вдалося врятувати Венді. Колишня Джекса, добре знаючи Джемму, починає підозрювати, що саме вона дала Венді потрібну дозу для летального закінчення. |                  |                       |                              |                             |                   |           |                        |
| 3 | 3                | «Fun Town»            | Стівен Кей                   | Курт Саттер                 | 17 вересня 2008   | 1WAB02    | 2.10                   |
| У впливового бізнесмена з Чармінгу викрадають дочку та зґвалтовують, коли вона була на ярмарці. Священник Елліот просить Синів знайти ґвалтівника, щоб він міг помститися. Маленька дівчинка нічого не розповідає, кажучи, що нічого не пам’ятає, але Джемма вдаючись до хитрощів, вдається змусити матір зізнатися, що насправді вони хотіли тримати все в таємниці, вдаючи амнезію. Після того, що Синам розповіли про ґвалтівника, вони вирушають на його пошуки. Ним виявляється карнавальний клоун. Сини приводять його до Елліота, який хотів його вбити, але не зміг це зробити, і пішов геть. Клей думає про кастрацію для ґвалтівника. План президента SAMCRO з самого початку передбачав вбивство людини на одній із земель Елліота, на якій повинно було відбуватись будівництво. Якби десь там було знайдено тіло, то продати землю, на що сподівався Клей, було б неможливо. У лікарні Венді прокидається від коми, і Тара запитує, чи Джемма дала їй дозу. Дівчина, все ще перелякана, не відповідає. Джош Кон, колишній хлопець Тари, приїжджає до Чармінгу як федеральний агент АТФ, щоб розслідувати незакону торгівлю Синів, і налагоджує співпрацю з Хейлом. |                  |                       |                              |                             |                   |           |                        |
| 4 | 4                | «Patch Over»          | Періс Барклай                | Джеймс Д. Парріотт          | 24 вересня 2008   | 1WAB03    | 2.25                   |
| У місті дізнаються про приїзд Кона. Клей враховує небезпечну ситуацію з Майянцями та з Нордами, вирішує приєднати до Синів клуб з Індіан-Гіллс «Плем'я диявола», щоб мати більшу підтримку. Президентом Плем'я є дядько Джекса, Джурі. Сини їдуть до Невади, щоб повідомити про їх плани Джурі, який неохочим ставиться до цієї ідеї заявивши, що члени його клубу не злочинці, і навіть якщо він має якийсь досвід роботи у злочинному світі, і є другом Клея, то це не значить, що інші в клубі можуть схвалити цю ідею. Клей, усвідомлюючи, що Джурі може відмовитись, вирішує поїхати туди особисто, і Плем'я нарешті вирішує прийняти злиття клубів. Наступного ранку Джекс помічає байки Майянців біля місцевого бару, і заманює їх у засідку, починається перестрілка, яка закінчується на користь Синів, які можуть повертатися до Чармінгу. За цим всим спостерігав агент Кон, який переслідував мотоциклістів. |                  |                       |                              |                             |                   |           |                        |
| 5 | 5                | «Giving Back»         | Тім Хантер                   | Джек ЛоГіудіс               | 1 жовтня 2008     | 1WAB04    | 2.19                   |
| Кон їде до лікарні, щоб попередити Тару, що він у місті. Тара проти нього має рішення суду, але через те, що він федеральний агент йому дозволено нехтувати цим рішенням суду. Кон запевняє Тару проте, що він не буде її турбувати. Отто Делані, член Синів, який зараз перебуває у в'язниці, дізнається, що його співкамерник Чакі вже виходить, і в нього проблеми з китайською мафією, викравши у них сотні тисяч доларів. Отто просить Синів захистити його після звільнення з в'язниці. У Чармінгу Джемма організувала свій щорічний збір коштів для школи. Кайл колишній член Синів, який хоче повернутись до Синів, через якого замість нього було ув'язнено іншого члена клубу Опі. Сини ненавидять його за це, але Опі погоджується дозволити йому прийти на вечірку Джемми. Опі спочатку ставиться до Кайла стриманно, але коли він бачить, що на Кайлі все ще є татуювання SAMCRO на спині, він нападає на Кайла. За правилами клубу, якщо виходиш з нього, то повинен позбутись всіх тату, які пов'язанні з Синами. Після бійки вони тимчасово укладають мир, і Кайл пропонує Синам велику справу на знак примирення. Сини повертаються до штаб-квартири клубу, і Клей вирішує вислухати ідею Кайла, але це все було обманом, щоб дочекатися Опі з вечірки. Відвівши Кайла в гараж йому повідомляють, що він не виконав правило клубу, і йому дають вибір, як позбутися тату, паяльною лампою чи ножем, він обирає паяльну лампу. |                  |                       |                              |                             |                   |           |                        |
| 6 | 6                | «AK-51»               | Сейт Манн                    | Ніколь Бітті                | 8 жовтня 2008     | 1WAB05    | 2.09                   |
| Піні, один із Синів, і батько Опі, разом із Джексом продає партію АК-47 своєму старому другу Нейту Майнкену з ІРА. Сини думають, що Нейт зі своєю бандою використовують зброю для стрільби по паляшкам та полювання, але насправді вони використовують її для нападу на броньовану вантажівку у в'язниці, щоб звільнити свого соратника, і під час нападу вбивають три людини. Клей затриманий агентом АТФ Шталем за звинуваченням у сприянні тероризму. Сини вирішують знайти Нейта, щоб передати його поліції. Піні не дуже задоволений цією ідеєю, бо він воював у В'єтнамі з Майнеке. Тим часом у клубі з'являється Черрі, молода і вродлива повія, з якою Клей зав'язав роман на одній із зустрічей. Черрі в клубі зустрічає Кіпа «Омлет» Еппса, одного з новачків SAMCRO, який закохався в неї. Джемма виявляє, що дівчина Клеєва коханка і нападає на неї. У клубі дізнаються про те, що АТФ хоче обшукати їхній клуб. Джекс з хитрощами встигає забрати всю зброю, яка була в них, і федерали не знайшовши нічого компрометуючого, вирішують звільнити Клея. Оскільки ситуація заспокоїлась, Нейт хоче придбати ще зброю. Піні і Джекс вирішують привести зброю до нього. Побоюючись подальшої участі клубу в їх атаках, вони ховають вибухівку в ящиках, і після зустрічі з терористами Джекс підриває ящики. |                  |                       |                              |                             |                   |           |                        |
| 7 | 7                | «Old Bones»           | Гвінет Хардер-Пейтон         | Дейв Еріксон                | 15 жовтня 2008    | 1WAB06    | 1.87                   |
| На будівельному майданчику в Чармінгу знайдено кістки, які належать трьом людям. Клей, Тіг і Джемма єдині, хто знають, кому вони належать, і вони вирішують витягти їх з моргу перед проведенням аналізу ДНК. Джекс неохоче вирішує їм допомогти, але коли вони прибувають до лабораторії вони бачать, що тест вже зроблений, і Джекс виявляє, що одним із трьох був труп батька Ловелла, одного з механіків клубу. Ловелл завжди вірив, що його батько втік, коли він був ще дитиною, і вважає, що батько все ще живий. Клей стверджує, що батько Ловелла був убитий у 1990-х, коли клуб воював з Майянцями, і що тіла двох інших людей були його катами. Він вирішує попередити Ловелла особисто, і Ловелл починає сумніватися в Клеї. Натомість Джекс дізнається від Тари, що Кон переслідував її. Вони познайомились у Чикаго, після тривалого часу він почав бути жорстоким, і дівчина подала на нього до суду. Джекс погрожує Кону, але той, зовсім не злякавшись, ввечері вдирається до дитячої кімнати в будинку Джекса, і все там ломає. Розлючений Джекс знаходить Кона у перукарні, і нападає на нього. Хейл, який також дізнався правду від Тари, заарештовує Кона, тим часом виявивши, що агент не мав доручення на розслідування Синів, і що він приїхав лише до Чармінгу, щоб переслідувати дівчину. Тим часом Сини виявляють, що Омлет чудовий боксер, і готують його до нелегального турніру з боксу. SAMCRO має велику заборгованість перед основним постачальником зброї, американського підрозділу ІРА, і це загрожує припиненням поставок. Омлет легко перемагає всіх своїх супротивників, але коли він доходить до фіналу Тіг просить його програти, щоб Сини могли заробити більше грошей на ставках. Омлет неохоче погоджується на це, але коли він бачить Клея з Черрі він розлючується і ледь не вбиває свого супротивника. Тоді Сини заробляють набагато менше грошей, але Клей все рівно вирішує, що Омлет може бачитись з Черрі, якщо він цього забажає. |                  |                       |                              |                             |                   |           |                        |
| 8 | 8                | «The Pull»            | Гай Ферленд                  | Курт Саттер і Джек ЛоГіудіс | 22 жовтня 2008    | 1WAB07    | 2.14                   |
| Ернест Дарбі отримує поштою конверт від екс-агента Кона з доказами, які пов'язують SAMCRO з ІРА. Дарбі пропонує інформацію лідеру Майянців Маркусу Альваресу в обмін на вбивство Клея Морроу. Під час надходження поставки зброї від ІРА SAMCRO шукає готівку, щоб розпластитись за зброю. Вони звертаються до дружини Отто Луанн Делані продюсера порностудії для отримання великого кредиту. А іншу частину грошей, яка необхідна для ІРА вони дістануть завдяки викраденю нафтовоза у "Нордів". Омлет викрадає швидку допомогу в спробі повернути гроші, які було втрачено на його фінальному боксерському поєдинку. Майянці роблять невдалий замах на Клея під час його зустрічі з ІРА. Хейс отримує травму під час спроби, і його доставляють до клубу в машині швидкої допомоги Омлета. Джекс їде до Тари, щоб отримати медикаменти для Хейса. Коли він йде, Кон підстерігає Тару, тримаючи її під прицілом, і зізнається в кохані. Він змушує її "зізнатися", що вона зробила аборт, коли вони були разом. Кон намагається зґвалтувати Тару але вона дістає його пістолет, і вистрілює йому в живіт. Тара кличе Джекса на допомогу, і коли Джекс приїжджає, він пропонує зателефонувати в поліцію, але попереджає, що коли Кон вийде з в'язниці, він зможе знову прийти за Тарою. Кон чує, як вони говорять про нього в сусідній кімнаті, і називає Тару "байкерською шльондрою". Джекс кидається в кімнату, і вистрілює в голову Кону. Тим часом SAMCRO і Майянці готуються до війни. |                  |                       |                              |                             |                   |           |                        |
| 9 | 9                | «Hell Followed»       | Біллі Гірхарт                | Бретт Конрад                | 29 жовтня 2008    | 1WAB08    | 2.06                   |
| Джекс ховає Кона. Унсер залучає Клея і Дарбі на допит щодо замаху Майянців на їхнє життя. Клей закликає запросити Альвареса, щоб вони могли поговорити. Джекс звертається до Тари за допомогою для Хейса. Він просить її залишитися в Чармінгу, попри все, що сталося, і вона погоджується, зізнаючись, що Чармінг - це єдине місце, де вона почувалася в безпеці. Вони повертаються до клубу, і Тара зашиває рани Хейса. Альварес і Клей зустрічаються та домовляються про мир. Альварес розповідає про інформацію, яку передав йому Кон, і Клей пропонує продати зброю Майянцям. Клей попереджає Альвареса, що його люди хочуть крові за спробу вбивства, і Альварес пропонує свого сина Ісая. Донна ставить Опі ультиматум у якому він повинен обрати між нею та SAMCRO. Джекс повертається до могили Кона, щоб спалити його труп, і кидає мемуари свого батька у вогонь, але потім шкодує про це, і дістає з вогню мемуари. |                  |                       |                              |                             |                   |           |                        |
| 10 | 10               | «Better Half»         | Маріо Ван Піблз              | Пет Чарльз                  | 5 листопада 2008  | 1WAB09    | 2.14                   |
| Агент Шталь з АТФ вирішив на певний час оселитися в Чармінгу, щоб запобігти торгівлі Синів. Шталь вирішує вдатися до закону Ріко, який встановлює сувору відповідальність членів злочинного об'єднання у якому йдеться, що не має значення, хто вчинив злочин у банді. Тому Шталь хоче знайти навіть найменший злочин скоєний Синами в минулому, щоб відправити їх всіх до суду. Він починає з дружин та подруг членів клубу, яких він вважає "слабшими", але ні Тара, ні Донна, ні Джемма не піддаються. Луанн потрапляє до в'язниці за зберігання наркотиків, тоді як виявляється, що Черрі мала неспокійне минуле, намагаючись спалити будинок свого колишнього чоловіка за жорстокість. Шталь садить її у в'язницю за звинуваченням у підпалі. Унсер намагається зупинити дії агента, але також виступає проти Хейла. Шталь відвідує у в'язниці Отто, ув'язненого члена Синів. Отто погоджується зізнатись у злочинах в обмін на свободу. Сини дізнаються, що Шталь хоче, щоб Отто зізнався, і тому Джекс з Опі проникають на завод, де працює Луанн, і їй кажуть, щоб вона наступного разу, коли буде відвідувати свого чоловіка у в'язниці передала йому, щоб він нічого не підписував. Джекс змушує Черрі втекти, і останню ніч Черрі проводить з Омлетом. Тим часом Шталь дозволяє Луані відвідати Отто. Дружина каже йому ні в чому не зізнаватися, але Отто заспокоює її. Коли Луанн виходить, Шталь заходить у камеру до Отто, щоб він підписав угоду, але Отто нападає на агента. |                  |                       |                              |                             |                   |           |                        |
| 11 | 11               | «Capybara»            | Стівен Кей                   | Курт Саттер і Дейв Еріксон  | 12 листопада 2008 | 1WAB10    | 2.22                   |
| Шталь прагне помститися за напад, вирішує змусити Синів повірити, що Опі зрадив їх. Тож він садить Боббі у в’язницю, кажучи, що у нього є очевидець, і SAMCRO починають підозрювати Опі. Федерали можуть утримувати Опі лише 48 годин, після чого він вирушає до клубу, щоб визнати свою невинуватість, повідомляючи їм, що його використав Шталь. Сини вірять його словам, але Тіг знаходить жучки у фургоні та в мобільному телефоні Опі, які розмістив там Шталь. Тіг з Клеєм переконанні, що їх зрадив їх "брат". |                  |                       |                              |                             |                   |           |                        |
| 12 | 12               | «The Sleep of Babies» | Терренс О'Хара               | Курт Саттер                 | 19 листопада 2008 | 1WAB11    | 2.46                   |
| Щоб знайти гроші на захист Боббі, Клей ставить клуб у скрутне становище через ризиковану угоду з "Нінерами". Клей і Тіг впевнені, що Опі зрадив їх, вирішують вбити його. Під час спроби вбивства Опі, випадково вбивають його дружину Донну. Венді розповідає Тарі, що їй загрожує небезпека, бо Джемма не хоче, щоб вона бачила Джакса. |                  |                       |                              |                             |                   |           |                        |
| 13 | 13               | «The Revelator»       | Курт Саттер                  | Курт Саттер                 | 26 листопада 2008 | 1WAB12    | 2.48                   |
| Джекс відвідує Тару в лікарні, щоб перевірити як вона, і вона розповідає, що винна у вбивстві Кона, і не впевнена у своєму майбутньому з Джексом. І розповідає про свої плани залишити Чармінг. Джекс запевняє Тару, що вона єдина, кого він коли-небудь кохав. Джемма втішає почуття провини Клея. Піні прагне завдати удар по "Нінерам" як "помсту" за смерть Донни. Піні під'їжджає до Окленду, і вимагає зустрічі з Уейном. Клей відправляє за ним Джекса, Пира та Омлета, щоб не дати йому скоїти дурниць. Уейн запевняє їх, що "Нінери" не мали нічого спільного з вбивством Донни. Хейл просить Унсера допомогти йому зруйнувати клуб, але Унсер категорично відмовляється, заохочуючи Хейла дозволити байкерам виконувати власну справедливість. Хейл звертається до Джекса, і каже йому, що він підозрює, що Клей винен у замовленні вбивства Опі. Джекс стикається з Клеєм, і вимагає правди. |                  |                       |                              |                             |                   |           |                        |